# 英国国立薬物乱用治療庁
イギリスの国立薬物乱用治療庁（こくりつやくぶつらんようちりょうちょう、英語: National Treatment Agency for Substance Misuse、略称: NTA）とは、薬物乱用治療に対しての施政向上のための国家機関である。2010年の省庁改革により、NTAはイングランド公衆衛生庁配下の機関となった。
NTAは2001年に保健省国民保健サービス（NHS）配下の機関として設立され、組織をまたがった2010 Drug Strategy（薬事政策戦略）プログラムの施行機関である。このプログラムは薬物・アルコール依存者に対し、依存からの回復、社会復帰、就労、児童教育、社会地位向上をめざしたものである。
NTAは、自らは治療サービスを提供はしないが、地方政府との共同作業により薬物回復のサービス向上、根拠に基づく医療、技術向上を支援している。また薬物治療のパフォーマンス計測もおこなっており、National Drug Treatment Monitoring System (NDTMS)として知られている。